# Dalayna Hewitt
Dalayna Hewitt (* 15. Dezember 2000) ist eine US-amerikanische Tennisspielerin.

## Karriere
Hewitt begann mit neun Jahren das Tennisspielen und bevorzugt Hartplätze. Sie spielt vorrangig Turniere der ITF Women’s World Tennis Tour, bei denen sie bislang zwei Titel im Einzel und zwölf im Doppel gewinnen konnte.

## Turniersiege

### Einzel
| Nr. | Datum         | Turnier   | Kategorie | Belag     | Finalgegnerin   | Ergebnis |
| --- | ------------- | --------- | --------- | --------- | --------------- | -------- |
| 1.  | 25. Juli 2021 | Monastir  | ITF W15   | Hartplatz | Ayumi Koshiishi | 6:4, 6:4 |
| 2.  | 20. Juli 2025 | Huamantla | ITF W15   | Hartplatz | Ava Rodriguez   | 6:2, 6:2 |

### Doppel
| Nr. | Datum              | Turnier     | Kategorie | Belag             | Partnerin                  | Finalgegnerinnen                                    | Ergebnis          |
| --- | ------------------ | ----------- | --------- | ----------------- | -------------------------- | --------------------------------------------------- | ----------------- |
| 1.  | 30. Mai 2021       | Monastir    | ITF W15   | Hartplatz         | Chiara Scholl              | Emma Davis María Paulina Pérez García               | 6:4, 6:2          |
| 2.  | 10. Juli 2021      | Monastir    | ITF W15   | Hartplatz         | Alana Smith                | Emilie Lindh Valentina Ryser                        | 6:4, 6:3          |
| 3.  | 17. Juli 2021      | Monastir    | ITF W15   | Hartplatz         | Alana Smith                | Ayumi Koshiishi Michika Ozeki                       | 6:4, 6:2          |
| 4.  | 11. März 2023      | Fredericton | ITF W25   | Hartplatz (Halle) | Jessie Aney                | Quinn Gleason Jamie Loeb                            | 7:62, 6:4         |
| 5.  | 11. Juni 2023      | Madrid      | ITF W25   | Hartplatz         | Alana Smith                | Li Zongyu Vasanti Shinde                            | 4:6, 6:2, [10:6]  |
| 6.  | 30. September 2023 | Santarém    | ITF W25   | Hartplatz         | Madison Sieg               | Maryna Kolb Nadija Kolb                             | 6:4, 2:6, [12:10] |
| 7.  | 21. Oktober 2023   | Saguenay    | ITF W60   | Hartplatz (Halle) | Robin Anderson             | Mia Kupres Johanne Svendsen                         | 6:1, 6:4          |
| 8.  | 2. Dezember 2023   | Veracruz    | ITF W40   | Hartplatz         | Weronika Miroschnitschenko | Victoria Hu Melany Solange Krywoj                   | 2:6, 6:3, [10:8]  |
| 9.  | 27. Oktober 2024   | Saguenay    | ITF W75+H | Hartplatz (Halle) | Anna Rogers                | Magali Kempen Lara Salden                           | 6:1, 7:5          |
| 10. | 10. November 2024  | Veracruz    | ITF W50   | Hartplatz         | Hanna Chang                | Jessica Hinojosa Gómez Hiroko Kuwata                | 6:4, 7:5          |
| 11. | 16. November 2024  | Chihuahua   | ITF W50   | Hartplatz         | Haley Giavara              | Laura Samson Ana Sofía Sánchez                      | 6:1, 6:3          |
| 12. | 12. Juli 2025      | Huamantla   | ITF W15   | Hartplatz         | Dasha Ivanova              | Jessica Hinojosa Gómez Maria Fernanda Navarro Oliva | 7:5, 4:6, [10:7]  |